# Digonocryptus grossipes
Digonocryptus grossipes là một loài tò vò trong họ Ichneumonidae.